# Ambassade d'Allemagne en Lettonie
L'ambassade d'Allemagne en Lettonie à Riga est la représentation étrangère la plus importante de l'Allemagne en Lettonie. Construite en 1868 par l'architecte germano-balte Heinrich Karl Scheel (1829-1909) pour un marchand de Riga, il fut acquis en 1920 par l'Empire allemand . Après des décennies d'utilisation par l'Armée rouge, il a été rendu à l'Allemagne en 1992 et largement rénové de 1995 à 1997.
Christian Heldt est ambassadeur de la République fédérale d'Allemagne à Riga depuis 2021.

## Voir également
- Liste des ambassadeurs d'Allemagne en Lettonie